# Afrohybanthus fasciculatus
Afrohybanthus fasciculatus (Grey-Wilson) Flicker – gatunek roślin z rodziny fiołkowatych (Violaceae). Występuje naturalnie w Kenii. 

## Morfologia
PokrójZimozielony krzew dorastający do 0,8–2 m wysokości.
LiścieBlaszka liściowa jest niemal siedząca i ma kształt od eliptycznie lancetowatego do odwrotnie jajowatego. Mierzy 1–3,1 cm długości oraz 0,5–1,3 cm szerokości, jest piłkowana na brzegu, ma klinową nasadę i tępy wierzchołek. Przylistki są równowąsko lancetowate i osiągają 2–3 mm długości.
KwiatyPojedyncze, wyrastające z kątów pędów. Mają działki kielicha o równowąsko lancetowatym kształcie i dorastających do 3–5 mm długości. Płatki są od podługowatych do owalnie trójkątnych, mają barwę od białej do zielonkawej oraz 4–6 mm długości, przedni jest owalny i mierzy 14–20 mm długości.
OwoceTorebki mierzące 7 mm długości, o kształcie od kulistego do elipsoidalnego.

## Biologia i ekologia
Rośnie w zaroślach i na terenach skalistych. Występuje na wysokości od 500 do 700 m n.p.m.